# Diabolical Summoning
Diabolical Summoning è il secondo album del gruppo musicale Sinister, pubblicato nel 1993.

## Tracce
1. Sadistic Intent – 4:11
2. Magnified Wrath – 4:08
3. Diabolical Summoning – 3:50
4. Sense of Demise – 4:15
5. Leviathan – 5:28
6. Desecrated Flesh – 4:11
7. Tribes of the Moon – 3:15
8. Mystical Illusions – 3:56

## Formazione
- Mike van Mastrigt - voce
- Aad Kloosterwaard - batteria
- Ron van de Polder - basso, chitarra
- Andre Tolhuizen - chitarra